# Antoine Cassar

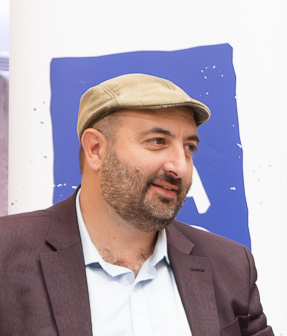
Cassar, 2023

Antoine Christopher A. F. Cassar (Londres, 1978) es un poeta y traductor maltés.

## Biografía
Nació en Inglaterra de padres malteses. Ha vivido en Italia, España y Luxemburgo. 
Su obra aborda temas como el lenguaje, la nacionalidad o las fronteras.
Sus mużajki o poemas mosaicos, en la forma métrica del soneto petrarquista, mezclan inglés, francés, italiano, maltés y español a modo de poesía multilingüe, y se pubicaron por primera vez en la antología Ħbula Stirati (Cuerda floja).

## Obra
- Mużajk ( 2008)
- Passaport (2009)
- Merħba (2009)
- Bejn / Between (2011)
- Mappa tal-Mediterran (2013)
- Erbgħin Jum  (2017)
- Nannu at the Kitchen Table (2020)
- Silan (2022), poesía erótica en caracteres arábigos

## Premios
- 2009:United Planet Writing Contes, por Merħba,
- 2018:National Book Prize,  por Erbgħin Jum